# Rakov Škocjan (park)
Rakov Škocjan je slovenski regionalni park, koji se sastoji od doline u kršu kroz koju prolazi potok Rak. Leži između Cerknice i Planinskog polja u području jugoistočno od slovenske autoceste A1 između Postojne i Uneca. Dolina je dobila ime po sv. Kancijanu čije se relikvije nalaze u velikom prirodnom mostu, danas su vidljive samo ruševine mosta.
Sam Rakov Škocjan je na inicijativu prirodoslovca Paula Kunavera i naporima slovenske botaničarke Angele Piskernik od 1949. zaštićen kao prirodna znamenitost, a danas kao regionalni park. 
Prirodne atrakcije u parku:
- Zelške špilje, 8 do 50 m dubine, kroz koje možemo promatrati protok zraka.
- Mali prirodni most, 42 m iznad potoka Raka.
- Veliki prirodni most je ostatak srušenog špiljskoga stropa.
- Ponor Kotel s jezerom koje fluktuira u skladu sa stanjem vode.
- Tkalca jama je 2845 m duga, ima dva ulaza.
- Ruševine crkve sv. Kancijana.

## Galerija
- Umjetnička slika Rakovog Škocjana.
- Stijene i potok Rak
- Potok Rak ispod prirodnog mosta.
- Prirodni most.
- Rakov Škocjan
- Prirodni mostovi